# Buitenschoolse activiteiten

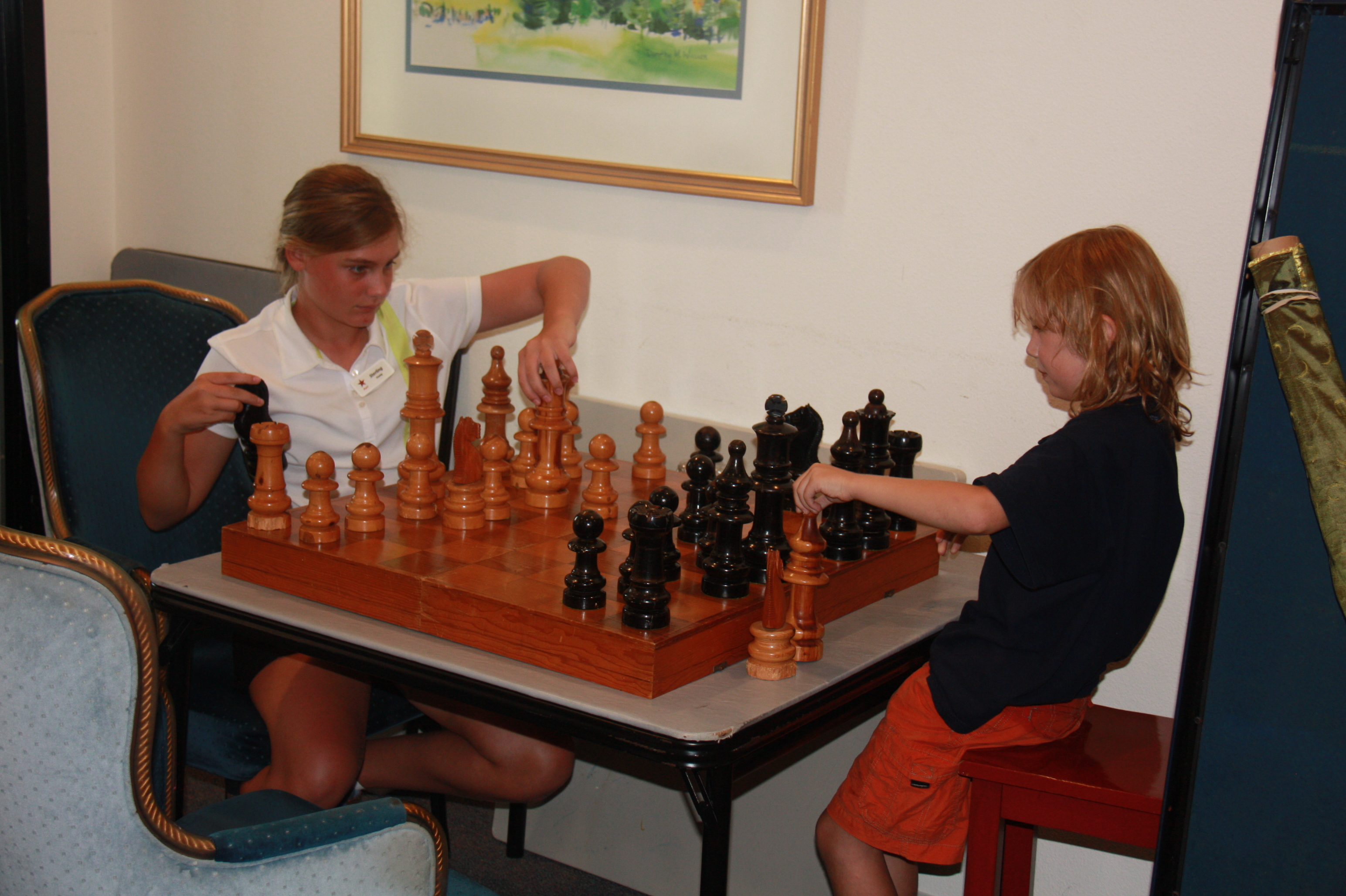

Buitenschoolse activiteiten of naschoolse activiteiten is een term voor bezigheden in vooral het voortgezet onderwijs. Deze activiteiten vinden geheel of gedeeltelijk plaats buiten de reguliere lestijden.
Meestal gaat dit om activiteiten voor de leerlingen onder begeleiding van een of meer (vak)leerkrachten of begeleiders.

## Activiteiten
- kennismakingsdagen voor de brugklas
- binnen- en buitenlandse excursies of schoolreizen
- toneel-, dans- en concertvoorstellingen
- sportdagen of sporttoernooien
- musicals of andere schoolvoorstellingen
- samenstellen van een schoolkrant
- schoolfeesten
- klassefeesten
- examenfeest
- etentje
- schoolkamp
- schoolreis
- werkweek

Veel van deze activiteiten worden gedeeltelijk voorbereid en georganiseerd door leerlingen en soms ook de ouders. Ze vinden plaats onder verantwoordelijkheid van de school.

## Doel van de activiteiten
- plezier
- groepsvorming
- leren organiseren
- sociale vaardigheden aanleren